# Alan Jones (cầu thủ bóng đá, sinh năm 1951)
Alan Jones (sinh ngày 21 tháng 1 năm 1951) là một cựu cầu thủ bóng đá chuyên nghiệp người Anh, từng thi đấu cho Huddersfield Town, Halifax Town, Chesterfield, Lincoln City, Bradford City, Rochdale và cũng ở Mỹ cho Columbus Magic. Ông sinh ra ở Grimethorpe, South Yorkshire.